# Rawa-Ruska
Rawa-Ruska (ukrainisch Рава-Руська; russisch Рава-Русская Rawa-Russkaja, polnisch Rawa Ruska, jiddisch Rave, ראווע) ist eine Stadt im äußersten Westen der Ukraine an der Grenze zu Polen.

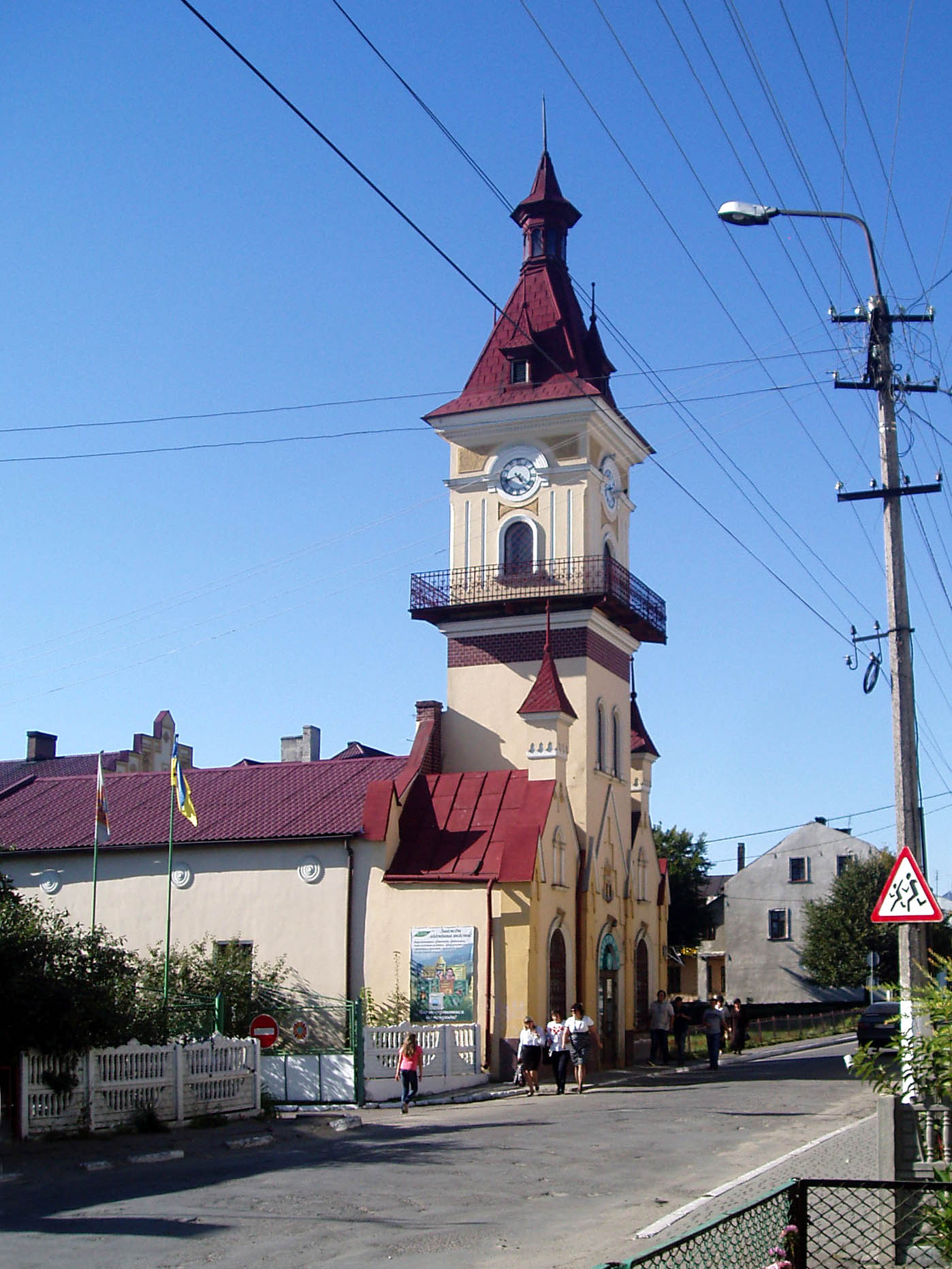
Blick auf das Rathaus im Ort

## Geographie
Sie liegt an dem kleinen Fluss Rata und gehört zur Oblast Lwiw. Rawa Ruska befindet sich ungefähr 60 km nordwestlich von Lemberg.
Am 12. Juni 2020 wurde die Stadt zum Zentrum der neu gegründeten Stadtgemeinde Rawa-Ruska (Рава-Руська міська громада/Rawa-Ruska miska hromada). Zu dieser zählen auch die in der untenstehenden Tabelle angeführten 45 Dörfer im Rajon Lwiw; bis dahin bildet sie die Stadtratsgemeinde Rawa-Ruska (Рава-Руська міська рада/Rawa-Ruska miska rada) im Rajon Schowkwa.
Folgende Orte sind neben dem Hauptort Rawa-Ruska Teil der Gemeinde:
| Name                     | Name            | Name                               | Name                   |
| ukrainisch transkribiert | ukrainisch      | russisch                           | polnisch               |
| ------------------------ | --------------- | ---------------------------------- | ---------------------- |
| Beresyna                 | Березина        | Березина (Beresina)                | Brzezina               |
| Borowe                   | Борове          | Боровое (Borowoje)                 | Borowe                 |
| Budy                     | Буди            | Буды                               | Kamionka-Budy          |
| Dewjatyr                 | Дев'ятир        | Девятир (Dewjatir)                 | Dziewięcierz/Einsingen |
| Dubriwka                 | Дубрівка        | Дубровка (Dubrowka)                | Dąbrówka               |
| Dumy                     | Думи            | Думы                               | Dumy                   |
| Hijtsche                 | Гійче           | Гийче (Gijtsche)                   | Hujcze                 |
| Hirkany                  | Гіркани         | Горканы (Gorkany)                  | Hirkany                |
| Hirky                    | Гірки           | Горки (Gorki)                      | Górki                  |
| Holokamjanka             | Голокам'янка    | Голокаменка (Holokamenka)          | Hołe Kamienieckie      |
| Horjany                  | Горяни          | Горяны (Gorjany)                   | Horany                 |
| Huta Obedynska           | Гута Обединська | Гута Обединская (Guta Obedinskaja) | Huta Obedyńska         |
| Jonytschi                | Йоничі          | Йоничи (Jonitschi)                 | Jonicze                |
| Kapeljuch                | Капелюх         | Капелюх                            | Kapeluch               |
| Klebany                  | Клебани         | Клебаны                            | Klebany                |
| Kowali                   | Ковалі          | Ковали                             | Kowale                 |
| Krywe                    | Криве           | Кривое (Kriwoje)                   | Krzywy                 |
| Lossyny                  | Лосини          | Лосины (Lossiny)                   | Łosyny                 |
| Luh                      | Луг             | Луг (Lug)                          | Łuh                    |
| Luschky                  | Лужки           | Лужки (Luschki)                    | Łużki                  |
| Luzyky                   | Луцики          | Луцыки (Luzyki)                    | Łucyki                 |
| Lypnyk                   | Липник          | Липник (Lipnik)                    | Kamionka-Lipnik        |
| Mali Dolyny              | Малі Долини     | Малые Долины (Malyje Doliny)       | Doliny Małe            |
| Malyj                    | Малий           | Малый (Maly)                       | Hołe Małe              |
| Moschtschana             | Мощана          | Мощана                             | Moszczana              |
| Nowa Kamjanka            | Нова Кам'янка   | Новая Каменка (Nowaja Kamenka)     | -                      |
| Nywy                     | Ниви            | Нивы (Niwy)                        | Niwy                   |
| Olijarnyky               | Оліярники       | Олиярники (Olijarniki)             | Olejarniki             |
| Pilze                    | Пільце          | Пильце                             | Pulce                  |
| Pomlyniw                 | Помлинів        | Помлынов (Pomlynow)                | Pomłynów               |
| Potelytsch               | Потелич         | Потелич (Potelitsch)               | Potylicz               |
| Rata                     | Рата            | Рата                               | Rata                   |
| Rawske                   | Равське         | Равское (Rawskoje)                 | Hołe Rawskie           |
| Ritschky                 | Річки           | Речки (Retschki)                   | Rzyczki                |
| Sabirja                  | Забір'я         | Заборье (Saborje)                  | Zaborze                |
| Sahirja                  | Загір'я         | Загорье (Sagorje)                  | Zagórnie               |
| Schabelnja               | Шабельня        | Шабельня                           | Szabelnia              |
| Selena Huta              | Зелена Гута     | Зелёная Гута (Seljonaja Guta)      | Huta Zielona           |
| Sorotschi Losy           | Сорочі Лози     | Сорочьи Лозы                       | Srocze Łozy            |
| Stare Selo               | Старе Село      | Старое Село (Staroje Selo)         | Kamionka-Stara Wieś    |
| Synkowytschi             | Синьковичі      | Синьковичи (Sinkowitschi)          | Seńkowice              |
| Tschorniji               | Чорнії          | Чорнии                             | Czornije               |
| Welyki Dolyny            | Великі Долини   | Великие Долины (Welikije Doliny)   | Doliny Wielkie         |
| Wilschanka               | Вільшанка       | Ольшанка (Olschanka)               | Olszanka               |
| Wolyzja                  | Волиця          | Волица (Woliza)                    | Wólka Mazowiecka       |

## Geschichte
Rawa-Ruska wurde 1455 erstmals schriftlich genannt. 1698 trafen sich hier August der Starke, König von Polen und der russische Zar Peter I. und schlossen in Vorbereitung des Nordischen Krieges gegen Schweden ein Bündnis.
Bis zur ersten Polnischen Teilung 1772 gehörte die Stadt in der Woiwodschaft Ruthenien zur Adelsrepublik Polen, anschließend bis 1918 zur Habsburgermonarchie (ab 1867 Cisleithanien, Kronland Galizien).
Schon vor dem Ersten Weltkrieg war die Stadt ein wichtiger Bahnknotenpunkt, Linien aus Lemberg, Krakau und Lublin trafen hier zusammen, 1887 wurde ein Bahnhof an der heutigen Bahnstrecke Lwiw–Hrebenne errichtet. Auch verwaltungstechnisch war sie von Bedeutung, seit 1850 war sie Sitz der Bezirkshauptmannschaft Rawa Ruska, 1867 wurde auch ein Bezirksgericht im Ort errichtet.
Vom 3. bis 11. September 1914 fand in und um die Stadt die Schlacht von Rawa Ruska im Rahmen der Schlacht in Galizien zwischen österreichisch-ungarischen und russischen Truppen statt. Sie endete mit einem russischen Sieg.
Nach dem Ersten Weltkrieg gehörte die Stadt zum neu erstandenen polnischen Staat. Ab 1921 gehörte sie zur Woiwodschaft Lwów.

### Zweiter Weltkrieg
Im September 1939 wurde Rawa Ruska zunächst von deutschen Truppen, nach deren Rückzug hinter die vereinbarte Demarkationslinie von der Roten Armee besetzt und der Ukrainischen Sowjetrepublik eingegliedert. Die Grenze zum Generalgouvernement verlief unmittelbar nordwestlich der Stadt.
Bereits Ende Juni 1941, beim Beginn des Krieges gegen die Sowjetunion, wurde die Stadt von der Wehrmacht erobert und am 1. August 1941 als Teil des östlichen Galizien dem Generalgouvernement angeschlossen und Sitz einer Kreishauptmannschaft. Kreishauptmann war zunächst der spätere Richter am Bundesverwaltungsgericht Hans-Walter Zinser, dann Gerhard Hager.
In einem in der Stadt eingerichteten Kriegsgefangenenlager starben in den Jahren 1941/1942 möglicherweise 18.000 sowjetische Soldaten. Im März 1942 richtete die Wehrmacht in der Stadt ein Straflager für französische und belgische Kriegsgefangene ein (Stalag 325), die des Fluchtversuchs oder der Arbeitsverweigerung beschuldigt wurden. Der erste Gefangenentransport traf am 13. April 1942 ein.

### Geschichte der Juden

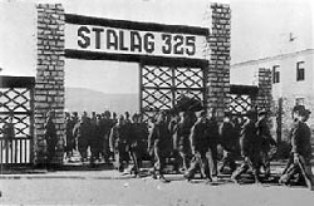
Rawa Ruska Stalag 325

Im März 1942 wurden etwa 1000 Juden, vorwiegend ältere Menschen, vor dem Hauptquartier der Kriminalpolizei zusammengerufen und in das soeben fertiggestellte Vernichtungslager Belzec, das nur 22 Kilometer nordwestlich der Stadt gelegen war, deportiert. Am 27. Juli 1942 wurden dann weitere etwa 2000 Juden nach Belzec deportiert.
Der deutsche Unteroffizier Wilhelm Cornides hat in einem als „Cornides-Bericht“ bekannt gewordenen Text beschrieben, wie er beim Umsteigen in Rawa Ruska am 31. August 1942 mehrere Transporte sah und offene Gespräche über das tödliche Schicksal der Deportierten mit anhörte.
Einzelnen Juden gelang es bei den teilweise ganztägigen Aufenthalten in Rawa, aus den Zügen zu fliehen. Wenn sie nicht von den auf dem Bahnhof postierten Wachen erschossen wurden, konnten sie sich zuweilen in der Stadt verstecken. Im September 1942 richteten die Deutschen schließlich ein räumlich eng begrenztes Ghetto mitten im Stadtzentrum ein, in dem nicht nur die verbliebenen Juden von Rawa Ruska eingesperrt wurden, sondern auch Juden aus umliegenden Ortschaften, so dass bald 15.000 Menschen dort leben mussten. In mehreren Aktionen wurde das Ghetto zwischen Dezember 1942 und Juni 1943 von den Deutschen und ukrainischen Helfern geräumt.
In ihrer Verzweiflung versteckten die Juden Kranke und Sterbende in Erdlöchern, um sie vor dem Zugriff zu bewahren. Dennoch konnte der SS- und Polizeiführer von Galizien, Fritz Katzmann, in seinem abschließenden Bericht „Lösung der Judenfrage im Distrikt Galizien“ vom 30. Juni 1943 nach oben melden, dass man 3000 Menschen aus den Verstecken geholt habe und es damit gelungen sei, die „Pestbeule zu vernichten“. Bei den so genannten „Aktionen“ wurden viele der im Ghetto Rawa-Ruska lebenden Juden an Ort und Stelle ermordet, weitere nach Belzec oder in das Zwangsarbeitslager Lemberg-Janowska bei Lemberg deportiert.
Beim Internationalen Komitee vom Roten Kreuz wurde damals ein Bericht über die Räumung der Ghettos in Galizien verfasst, in dem auch ein Massaker der Deutschen im Dezember 1942 in Rawa-Ruska behandelt wurde.
Ende Juli 1944 wurde die Stadt von der Roten Armee erobert.

### Nach 1945
Nach dem Zweiten Weltkrieg wurde sie, wie schon 1939 bis 1941, Teil der Ukrainischen Sowjetrepublik. Seit 1991 gehört Rawa Ruska zur unabhängigen Republik Ukraine.

## Verkehr
Im Nordwesten der Stadt befindet sich an der Fernstraße M 09 ein Grenzübergang zu Polen. Es werden dort ausschließlich Personen in Kraftfahrzeugen abgefertigt, es gibt keinen reinen Personenübergang.

## Söhne und Töchter der Stadt
- Olgierd Górka (1887–1955), polnischer Historiker
- Stefan A. Mayer (1895–1981), polnischer Offizier des Nachrichtendienstes
- Emil-Edwin Reinert (1903–1953), französischer Regisseur
- Julian Augustyn Duchowicz (1912–1972), polnischer Architekt
- Iryna Wereschtschuk (* 1979), ukrainische Politikerin